# Technika Hockey Brno
Technika Hockey Brno je český klub ledního hokeje, který sídlí v brněnské Ponavě v Jihomoravském kraji. Založen byl v roce 1963 pod názvem VŠTJ Technika Brno. Svůj současný název nese od roku 2015. Až do konce sezóny 2003/04 byla Technika členem krajského přeboru. 
Roku 2009 došlo ke sloučení klubů VSK Technika Brno a HC Blansko na úrovni dorostu, juniorů a druholigových mužů. Původní kluby však nezanikly a fungovaly na úrovni přípravky a žáků. Sloučený klub nesl název VSK Technika Blansko. VSK Technika dodávala finance a HC Blansko dodávalo zázemí (hrálo se na blanenském stadionu). Oba kluby potom dodaly hráče. Po roce se tato fúze vyhodnotila a kluby se rozhodly dále nepokračovat. Pro sezónu 2010/11 se kvůli tomu musel klub přestěhovat do Rosic. Až od sezóny 2011/12 mohla Technika hrát opět v Brně.
Po sezóně 2016/2017 se celek rozhodl z finančních důvodů prodat svou druholigovou licenci týmu HC Letci Letňany, který pouhých několik týdnů předtím prohrál v druholigové kvalifikaci. Několik týdnů po převodu se mluvilo o možné účasti Techniky v nižších rakouských soutěžích, nicméně v následující sezóně její seniorský tým nenastoupil do žádné ligy.
Své domácí zápasy odehrává v hokejové hale ve Sportcentru Lužánky s kapacitou 500 diváků.

## Historické názvy
Zdroj:
- 1963 – VŠTJ Technika Brno (Vysokoškolská tělovýchovná jednota Technika Brno)
- 1970 – Technika VŠ Brno (Technika Vysoké školy Brno)
- 1990 – IHC Technika VŠ Brno
- 1993 – VSK Technika Brno (Vysokoškolský sportovní klub Technika Brno)
- 2009 – VSK Technika Blansko (Vysokoškolský sportovní klub Technika Blansko)
- 2010 – VSK Technika Brno (Vysokoškolský sportovní klub Technika Brno)
- 2015 – HC Technika Brno (Hockey Club Technika Brno)
- 2021 – Technika Hockey Brno

## Přehled ligové účasti
Stručný přehled
Zdroj:
- 1969–1973: Divize – sk. E (3. ligová úroveň v Československu)
- 1973–1974: Divize – sk. E (4. ligová úroveň v Československu)
- 2003–2004: Jihomoravský krajský přebor (4. ligová úroveň v České republice)
- 2004–2011: 2. liga – sk. Východ (3. ligová úroveň v České republice)
- 2011–2013: 2. liga – sk. Střed (3. ligová úroveň v České republice)
- 2013–2017: 2. liga – sk. Východ (3. ligová úroveň v České republice)
- 2021–2023: Krajská liga mužů Jižní Moravy a Zlína (4. ligová úroveň v České republice)
- 2023– : 2. liga – sk. Východ (3. ligová úroveň v České republice)

Jednotlivé ročníky
Zdroj:
Legenda: ZČ – základní část, červené podbarvení – sestup, zelené podbarvení – postup, fialové podbarvení – reorganizace, změna skupiny či soutěže
| Československo (1969 – 1993)                                                                  |                                        |           |           |                                                                                   |                          |
| Sezóny                                                                                        | Soutěž                                 | Úroveň    | ZČ        | Play-off, nadstavba, sk. o udržení…                                               | Poznámky                 |
| 1969/70                                                                                       | Divize – sk. E                         | 3. úroveň | 3. místo  |                                                                                   |                          |
| 1970/71                                                                                       | Divize – sk. E                         | 3. úroveň | 3. místo  |                                                                                   |                          |
| 1971/72                                                                                       | Divize – sk. E                         | 3. úroveň | 3. místo  |                                                                                   |                          |
| 1972/73                                                                                       | Divize – sk. E                         | 3. úroveň | 3. místo  |                                                                                   | Reorganizace             |
| 1973/74                                                                                       | Divize – sk. E                         | 4. úroveň | 4. místo  |                                                                                   | Odstoupení ze soutěže    |
| …                                                                                             |                                        |           |           |                                                                                   |                          |
| Česko (1993 – 2017)                                                                           |                                        |           |           |                                                                                   |                          |
| Sezóny                                                                                        | Soutěž                                 | Úroveň    | ZČ        | Play-off, nadstavba, sk. o udržení…                                               | Poznámky                 |
| …                                                                                             |                                        |           |           |                                                                                   |                          |
| 2003/04                                                                                       | Jihomoravský krajský přebor            | 4. úroveň | 5. místo  | Čtvrtfinále                                                                       | Koupě licence od Vyškova |
| 2004/05                                                                                       | 2. liga – sk. Východ                   | 3. úroveň | 4. místo  | Čtvrtfinále (prohra 1:3 na zápasy s HC Šternberk)                                 |                          |
| 2005/06                                                                                       | 2. liga – sk. Východ                   | 3. úroveň | 1. místo  | Finále (výhra 3:1 na zápasy s HC Blansko)                                         | Baráž                    |
| 2006/07                                                                                       | 2. liga – sk. Východ                   | 3. úroveň | 2. místo  | Semifinále (prohra 2:3 na zápasy s SHK Hodonín)                                   |                          |
| 2007/08                                                                                       | 2. liga – sk. Východ                   | 3. úroveň | 5. místo  | Finále (výhra 3:1 na zápasy s HC Zubr Přerov)                                     | Baráž                    |
| 2008/09                                                                                       | 2. liga – sk. Východ                   | 3. úroveň | 8. místo  | Předkolo (prohra 1:2 na zápasy s HC TJ Šternberk)                                 |                          |
| 2009/10                                                                                       | 2. liga – sk. Východ                   | 3. úroveň | 11. místo | Ne                                                                                |                          |
| 2010/11                                                                                       | 2. liga – sk. Východ                   | 3. úroveň | 11. místo | Nádstavba B (4. místo)                                                            | Změna skupiny            |
| 2011/12                                                                                       | 2. liga – sk. Střed                    | 3. úroveň | 2. místo  | Finále (prohra 1:3 na zápasy s SHK Hodonín)                                       |                          |
| 2012/13                                                                                       | 2. liga – sk. Střed                    | 3. úroveň | 2. místo  | Finále (výhra 3:2 na zápasy s SHK Hodonín); baráž o 1. ligu (4. místo) - nepostup | Změna skupiny            |
| 2013/14                                                                                       | 2. liga – sk. Východ                   | 3. úroveň | 6. místo  | Čtvrtfinále (prohra 1:3 na zápasy s HC Zubr Přerov)                               |                          |
| 2014/15                                                                                       | 2. liga – sk. Východ                   | 3. úroveň | 4. místo  | Čtvrtfinále (prohra 0:3 na zápasy s HC Slezan Opava)                              |                          |
| 2015/16                                                                                       | 2. liga – sk. Východ                   | 3. úroveň | 3. místo  | Semifinále (prohra 2:3 na zápasy s HC Frýdek-Místek)                              |                          |
| 2016/17                                                                                       | 2. liga – sk. Východ                   | 3. úroveň | 9. místo  | Skupina o udržení (1. místo)                                                      | Prodej licence do Letňan |
| V letech 2017–2021 byl klub bez A-mužstva, v soutěžích přihlášena pouze mládežnická družstva. |                                        |           |           |                                                                                   |                          |
| 2021/22                                                                                       | Krajská liga mužů Jižní Moravy a Zlína | 4. úroveň | 7. místo  | Čtvrtfinále (prohra 1:2 na zápasy s Hokej Uherský Ostroh)                         |                          |
| 2022/23                                                                                       | Krajská liga mužů Jižní Moravy a Zlína | 4. úroveň | 1. místo  | Finále (výhra 3:0 na zápasy s HK Kroměříž)                                        | Kvalifikace              |
| 2023/24                                                                                       | 2. liga – sk. Východ                   | 3. úroveň | 10. místo | Ne                                                                                |                          |
| 2024/25                                                                                       | 2. liga – sk. Východ                   | 3. úroveň | 11. místo | Ne                                                                                |                          |